# Kelvin Burt
Kelvin Burt, född den 7 september 1967 i Birmingham, är en brittisk racerförare.